# Jet (grup de música)
Jet és un conjunt de rock de Melbourne, Austràlia, amb l'àlbum de debut Get Born (2003) dels quals, ha venut més de 2,5 milions de còpies arreu del món. El conjunt ha rebut influències de grups com The Beatles, The Sex Pistols, The Kinks, AC/DC, Oasis i The Rolling Stones. El 3 d'octubre del 2006 trauen a la venda el seu segon treball Shine on.

## Membres
- Nic Cester – guitarra i veu principal
- Chris Cester – bateria i veu secundària
- Cameron Muncey – guitarra i veu secundària
- Mark Wilson – baix

## Discografia
Àlbums d'estudi
- Get Born: 7 d'octubre del 2003. #26 EUA, #14 Regne Unit, #1 Austràlia (8X Platinum)
- Shine On: 2 d'octubre del 2006.

Recopilacions
- Rare Tracks (2004)

EPs
- Dirty Sweet (2003)

Singles
| Any  | Cançó                                | Aus | UK | US | US Main Rock | US Mod Rock | Can | Album    |
| ---- | ------------------------------------ | --- | -- | -- | ------------ | ----------- | --- | -------- |
| 2003 | "Are You Gonna Be My Girl"           | 20  | 16 | 29 | -            | 3           | -   | Get Born |
| 2003 | "Rollover DJ"                        | 31  | 34 | -  | 14           | 14          | -   | Get Born |
| 2004 | "Look What You've Done"              | 14  | 28 | 37 | 33           | 3           | 22  | Get Born |
| 2004 | "Cold Hard Bitch"                    | 33  | 34 | 55 | 1            | 1           | -   | Get Born |
| 2004 | "Get Me Outta Here"                  | -   | 37 | -  | -            | -           | -   | Get Born |
| 2006 | "Put Your Money Where Your Mouth Is" | -   | -  | -  | -            | 10          | -   | Shine On |